# Aéroport de Koulamoutou
L'aéroport de Koulamoutou (code IATA : KOU • code OACI : FOGK) est un aéroport desservant la ville de Koulamoutou, la capitale de la province d'Ogooué-Lolo dans le centre du Gabon.

## Situation
| Franceville Koulamoutou Libreville Makokou Mouila Oyem Port-Gentil Tchibanga |

## Compagnies aériennes et destinations
| Compagnies                    | Destinations        |
| ----------------------------- | ------------------- |
| Nationale Régionale Transport | Libreville-Léon Mba |

Actualisé le 16/10/2023